# Râul Valea Boului, Berheci
Râul Valea Boului este un curs de apă, afluent al râului Berheci. 